# Кизеловська печера
Кизеловська печера (рос. Кизеловская) — печера Пермського краю Росії. Печера горизонтального типу простягання. Загальна протяжність — 7600 м. Глибина печери становить 45 м. Категорія складності проходження ходів печери — 2Б.